# Montenegro nos Jogos Olímpicos
Montenegro participou dos Jogos Olímpicos pela primeira vez como nação independente em 2008, nos Jogos de Pequim. Anteriormente, atletas montenegrinos competiram como parte da Sérvia e Montenegro em 2004 e como parte da Iugoslávia nas Olimpíadas anteriores.
O Comitê Olímpico Nacional de Montenegro é o Comitê Olímpico Montenegrino. Ele foi criado em 2006 e foi reconhecido pelo COI em 2007.
Atletas montenegrinos ganharam medalhas em 22 ocasiões em cinco esportes diferentes como parte de times representando a Iugoslávia ou Sérvia e Montenegro, mas nunca individualmente.

## Lista de Medalhistas

### Basquetebol
| Medalha           | Jogos            | Time      | Nomes                            |
| ----------------- | ---------------- | --------- | -------------------------------- |
| Medalha de prata  | 1976 Montréal    | Masculino | Žarko Varajić, Rajko Žižić       |
| Medalha de ouro   | 1980 Moscou      | Masculino | Ratko Radovanović, Rajko Žižić   |
| Medalha de bronze | 1984 Los Angeles | Masculino | Ratko Radovanović, Rajko Žižić   |
| Medalha de prata  | 1988 Seul        | Masculino | Žarko Paspalj, Zdravko Radulović |
| Medalha de prata  | 1996 Atlanta     | Masculino | Žarko Paspalj                    |

### Futebol
| Medalha          | Jogos            | Time      | Nomes              |
| ---------------- | ---------------- | --------- | ------------------ |
| Medalha de prata | 1956 Melbourne   | Masculino | Nikola Radović     |
| Medalha de prata | 1984 Los Angeles | Masculino | Ljubomir Radanović |

### Handebol
| Medalha           | Jogos            | Time      | Nomes                                              |
| ----------------- | ---------------- | --------- | -------------------------------------------------- |
| Medalha de ouro   | 1984 Los Angeles | Feminino  | Svetlana Mugoša, Ljiljana Mugoša, Zorica Pavićević |
| Medalha de ouro   | 1984 Los Angeles | Masculino | Veselin Vujović                                    |
| Medalha de bronze | 1988 Seul        | Masculino | Veselin Vujović                                    |

### Voleibol
| Medalha           | Jogos        | Time      | Nomes                                         |
| ----------------- | ------------ | --------- | --------------------------------------------- |
| Medalha de bronze | 1996 Atlanta | Masculino | Vladimir Batez, Goran Vujević                 |
| Medalha de ouro   | 2000 Sydney  | Masculino | Vladimir Batez, Goran Vujević, Igor Vušurović |

### Polo aquático
| Medalha           | Jogos                 | Time      | Nomes                                                           |
| ----------------- | --------------------- | --------- | --------------------------------------------------------------- |
| Medalha de prata  | 1952 Helsinque        | Masculino | Boško Vuksanović                                                |
| Medalha de prata  | 1956 Melbourne        | Masculino | Boško Vuksanović                                                |
| Medalha de prata  | 1964 Tóquio           | Masculino | Boris Čukvas, Milan Muškatirović, Božidar Stanišić              |
| Medalha de ouro   | 1968 Cidade do México | Masculino | Dejan Dabović, Đorđe Perišić                                    |
| Medalha de prata  | 1980 Moscou           | Masculino | Milivoj Bebić, Zoran Gopčević, Milorad Krivokapić, Zoran Mustur |
| Medalha de ouro   | 1984 Los Angeles      | Masculino | Milorad Krivokapić, Andrija Popović                             |
| Medalha de ouro   | 1988 Seul             | Masculino | Igor Gočanin, Mirko Vičević                                     |
| Medalha de bronze | 2000 Sydney           | Masculino | Veljko Uskoković, Nenad Vukanić                                 |
| Medalha de prata  | 2004 Atenas           | Masculino | Vladimir Gojković, Predrag Jokić                                |